# والتر ديفيس (كرة سلة)
والتر ديفيس (بالإنجليزية: Walter Davis) مواليد 9 سبتمبر 1954 في بينفيل، هو لاعب كرة سلة أمريكي سابق بدأ مسيرته الاحترافية في سنة 1977. بلغ طوله 6 قدم 6 بوصة (2.0 م). اعتزل اللعب في 1992.

## فرق لعب لها
- فينيكس صنز
- دنفر ناغتس
- بورتلاند ترايل بلايزرز
- دنفر ناغتس

## الميداليات
| الميدالية | المسابقة                       |
| --------- | ------------------------------ |
| ذهبية     | الألعاب الأولمبية الصيفية 1976 |

## روابط خارجية
- والتر ديفيس على موقع الاتحاد الدولي لكرة السلة (الإنجليزية)
- والتر ديفيس على موقع إن بي أي (الإنجليزية)
- والتر ديفيس على موقع سبورتس رفرنس (الإنجليزية)
- والتر ديفيس على موقع كلية كرة السلة في سبورتس رفرنس.كوم (الإنجليزية)
- والتر ديفيس على موقع ريلجم (الإنجليزية)
- والتر ديفيس على موقع بروبوليرز (الإنجليزية)
- والتر ديفيس على موقع سبورتس رفرنس (الإنجليزية)
- والتر ديفيس على موقع أوليمبيديا (الإنجليزية)
- والتر ديفيس على موقع قاعة كارولاينا الشمالية للمشاهير الرياضية (الإنجليزية)